# Dajana Butulija
Dajana Butulija (in serbo Дајана Бутулија?; Kikinda, 23 febbraio 1986) è un'ex cestista e allenatrice di pallacanestro serba.

## Carriera
Con la Serbia ha disputato due edizioni dei Giochi olimpici (Rio de Janeiro 2016, Tokyo 2020), i Campionati mondiali del 2014 e quattro edizioni dei Campionati europei (2013, 2015, 2019, 2021).